# Riofrío (Ávila)
Riofrío ist ein Ort und eine spanische Gemeinde (municipio) mit 191 Einwohnern (Stand: 2024) im Zentrum der Provinz Ávila in der Autonomen Gemeinschaft Kastilien-León.

## Lage
Der Ort Riofrío liegt am Río Fortes im Valle de Amblés an den Hängen der Sierra de Yemas, einem Teil des Iberischen Scheidegebirges in einer Höhe von ca. 1190 m ü. d. M. Die Stadt Ávila ist knapp 20 km (Fahrtstrecke) in nordöstlicher Richtung entfernt. Das Klima im Winter ist kühl, im Sommer dagegen trotz der Höhenlage durchaus warm; die geringen Niederschlagsmengen (ca. 440 mm/Jahr) fallen – mit Ausnahme der nahezu regenlosen Sommermonate – verteilt übers ganze Jahr.

## Bevölkerungsentwicklung
| Jahr      | 1857 | 1900  | 1950  | 2000 | 2017 |
| Einwohner | 826  | 1.120 | 1.080 | 315  | 223  |

Der deutliche Bevölkerungsrückgang seit den 1950er Jahren ist im Wesentlichen auf die Mechanisierung der Landwirtschaft und den damit einhergehenden Verlust an Arbeitsplätzen zurückzuführen.

## Wirtschaft
Die Landwirtschaft (insbesondere die Viehzucht) spielt traditionell die größte Rolle im früher auf Selbstversorgung basierenden Wirtschaftsleben der Gemeinde. Einige Parzellen in Hanglage sind terrassiert. Einnahmen aus dem Tourismus in Form der Vermietung von Ferienwohnungen (casas rurales) sind in den letzten Jahrzehnten des 20. Jahrhunderts hinzugekommen.

## Geschichte
Im ersten Jahrtausend v. Chr. gehörte das Valle de Amblés zum Siedlungsgebiet der keltischen Vettonen. Römische, westgotische und selbst arabisch-maurische Spuren fehlen. Im 11. und 12. Jahrhundert wurde das Hochtal von den Christen wahrscheinlich mehr oder weniger kampflos zurückerobert (reconquista) und anschließend neu oder wieder besiedelt (repoblación).

## Sehenswürdigkeiten

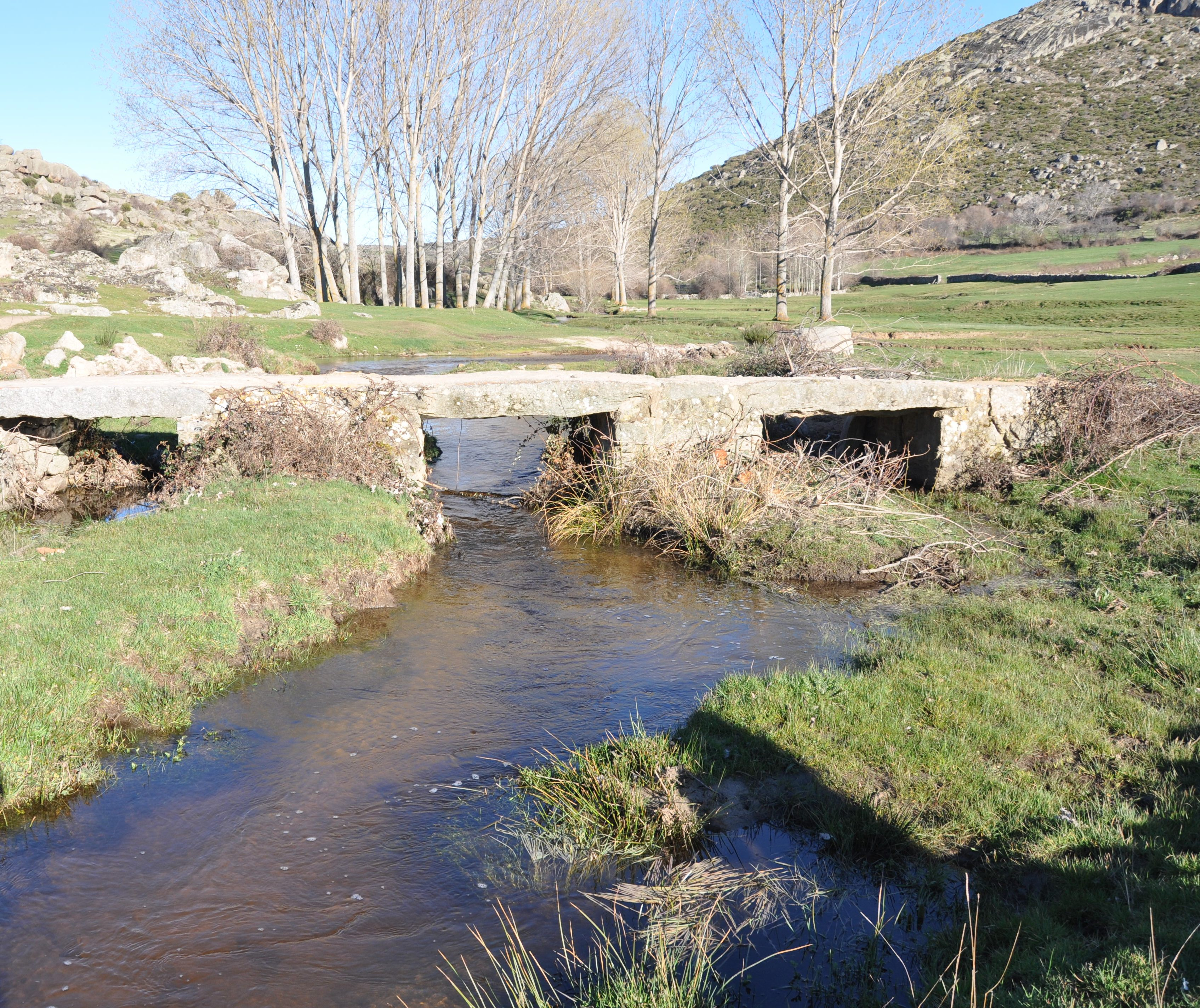
Steinplattensteg über den Río Guijo

- Die schmucklose Pfarrkirche Nuestra Señora de la Asunción stammt wohl noch aus dem 12./13. Jahrhundert und ist der Himmelfahrt Mariens geweiht; sie gilt als die älteste Kirche im Valle de Amblés. Das Kirchenschiff beherbergt drei barocke Schnitzaltäre.
- Am Ortsrand befindet sich ein Klauenstand (potro de herrar) aus Granitsteinen.
- Ein Steinplattensteg aus schweren Granitsteinen überquert den Bach Guijo.